# Pomnik Buta
Pomnik Buta (ang. Boot Monument) to stojący w Narodowym Parku Historycznym Saratoga pomnik upamiętniający Benedicta Arnolda – bohatera amerykańskiej wojny o niepodległość.
Pomnik ma upamiętniać wkład Arnolda w zwycięstwo Armii Kontynentalnej pod Saratogą nad Brytyjczykami. Arnold został ranny w stopę podczas amerykańskiej inwazji na brytyjską Kanadę w 1775 i ponownie w tę samą nogę w czasie walk pod Saratogą. Ta rana właściwie zakończyła jego karierę jako żołnierza walczącego na polu bitwy, od tej pory pozostały mu tylko zadania dowódcy.
Budowa pomnika została sfinansowana ze środków przekazanych przez Johna Wattsa de Peystera, byłego generała majora Milicji Stanu Nowy Jork w czasie wojny secesyjnej. Był on również autorem kilku opracowań historycznych na temat bitwy pod Saratogą.
Napis z tyłu monumentu brzmi:
"Erected 1887 By

JOHN WATTS de PEYSTER

Brev: Maj: Gen: S.N.Y.

2nd V. Pres't Saratoga Mon't Ass't'n:

In memory of

the most brilliant soldier of the

Continental Army

who was desperately wounded

on this spot the sally port of

BORGOYNES GREAT WESTERN REDOUBT

7th October, 1777

winning for his countrymen

the decisive battle of the

American Revolution

and for himself the rank of

Major General."
(Wybudowane w 1887 przez Johna Wattsa de Peystera, generała majora Milicji Stanu Nowy Jork, drugiego wiceprezydenta Stowarzyszenia Pomników w Saratoga. Pamięci najbardziej błyskotliwego żołnierza Armii Kontynentalnej, który został ciężko ranny w tym miejscu, będącym wielką zachodnią redutą generała Johna Burgoyne'a, i 7 października 1777 wygrał decydującą bitwę w Amerykańskiej Rewolucji, dla dobra swoich rodaków, za co awansowano go do stopnia majora generała.)
Benedict Arnold nie jest wspomniany na monumencie z imienia i nazwiska ze względu na swoją późniejszą zdradę i przejście na stronę Brytyjczyków i lojalistów. Został mianowany generałem armii brytyjskiej i otrzymał 6000 funtów za obietnicę oddania dowodzonego przez siebie West Point.

Jedna z historii o Arnoldzie mówi o tym iż już jako generał armii brytyjskiej wziął do niewoli amerykańskiego oficera, który na pytanie Arnolda co Amerykanie zrobiliby gdyby dostał się w ich ręce, odpowiedział: 

Odcięto by pańską prawą nogę i pochowano z pełnymi wojskowymi honorami, a resztę powiesiliby na szubienicy.